# Armand Biron
 (août 2021).
Si vous disposez d'ouvrages ou d'articles de référence ou si vous connaissez des sites web de qualité traitant du thème abordé ici, merci de compléter l'article en donnant les références utiles à sa vérifiabilité et en les liant à la section « Notes et références ».
Pour les articles homonymes, voir Biron.
Armand Biron  est un personnage du Foyer, comédie de l’écrivain français Octave Mirbeau (1908).
Armand Biron est un homme d’affaires habile et qui ne s’embarrasse pas plus de scrupules, qu’Isidore Lechat, dans Les affaires sont les affaires. Mais s’il est tout aussi cynique en affaires, où le seul objectif est de faire le maximum de profits à n’importe quel prix humain, il ne possède pas la vulgarité de son prédécesseur (il fréquente le “monde”) et, surtout, il a un point faible : il est amoureux d’une femme qu'il a possédée et qu’il a perdue, mais qu’il tente de reconquérir, malgré son âge. Cette femme, c’est Thérèse Courtin, l’épouse de son meilleur ami, le baron Courtin.

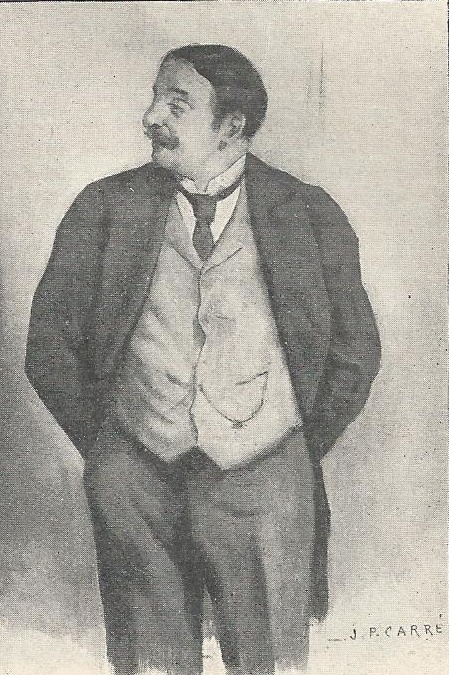
Armand Biron, par J.-P. Carré

Alors qu’elle lui a fait clairement comprendre que leur liaison était de l’histoire ancienne, Biron reprend espoir lorsque Courtin est aux abois, pour avoir puisé dans la caisse du Foyer qu’il préside, et qu’il a besoin de son appui politique et de son aide financière pour éviter la prison et la ruine. S’il parvient bien à sortir son ami d’affaire, c’est au prix d’une sordide surexploitation des fillettes du Foyer prétendument charitable qu’il accepte de reprendre à son compte, et à la condition d’embarquer sur son yacht, en même temps que le mari complaisant, son ancienne maîtresse, dont il espère parvenir à vaincre les résistances.
Biron est odieux autant que lucide quand il traite cyniquement d’affaires, sans s’embarrasser de faux-semblants, mais il a aussi un côté humain : il est amoureux et souffre d’avoir été rejeté par celle qu’il continue de désirer ; et il sent douloureusement les premières affres de la vieillesse, alors que ses ardeurs inassouvies sont encore celles d’un homme jeune.